# Musée national de Jinju
Le musée national de Jinju est situé dans la forteresse de Jinju, dans la province de Gyeongnam en Corée du Sud. Il a pour mission de présenter les invasions japonaises de 1592-1598 (guerre d'Imjin) car ce lieu fut le théâtre de deux grandes batailles en 1592 et 1593.
Le musée a été dessiné par l'architecte Kim Swoo-geun et sa construction s'est étendue du 18 octobre 1980 au 2 novembre 1984. En 2016, le musée a accueilli 378 214 visiteurs et ses collections regroupaient 56 417 objets.

Objets exposés
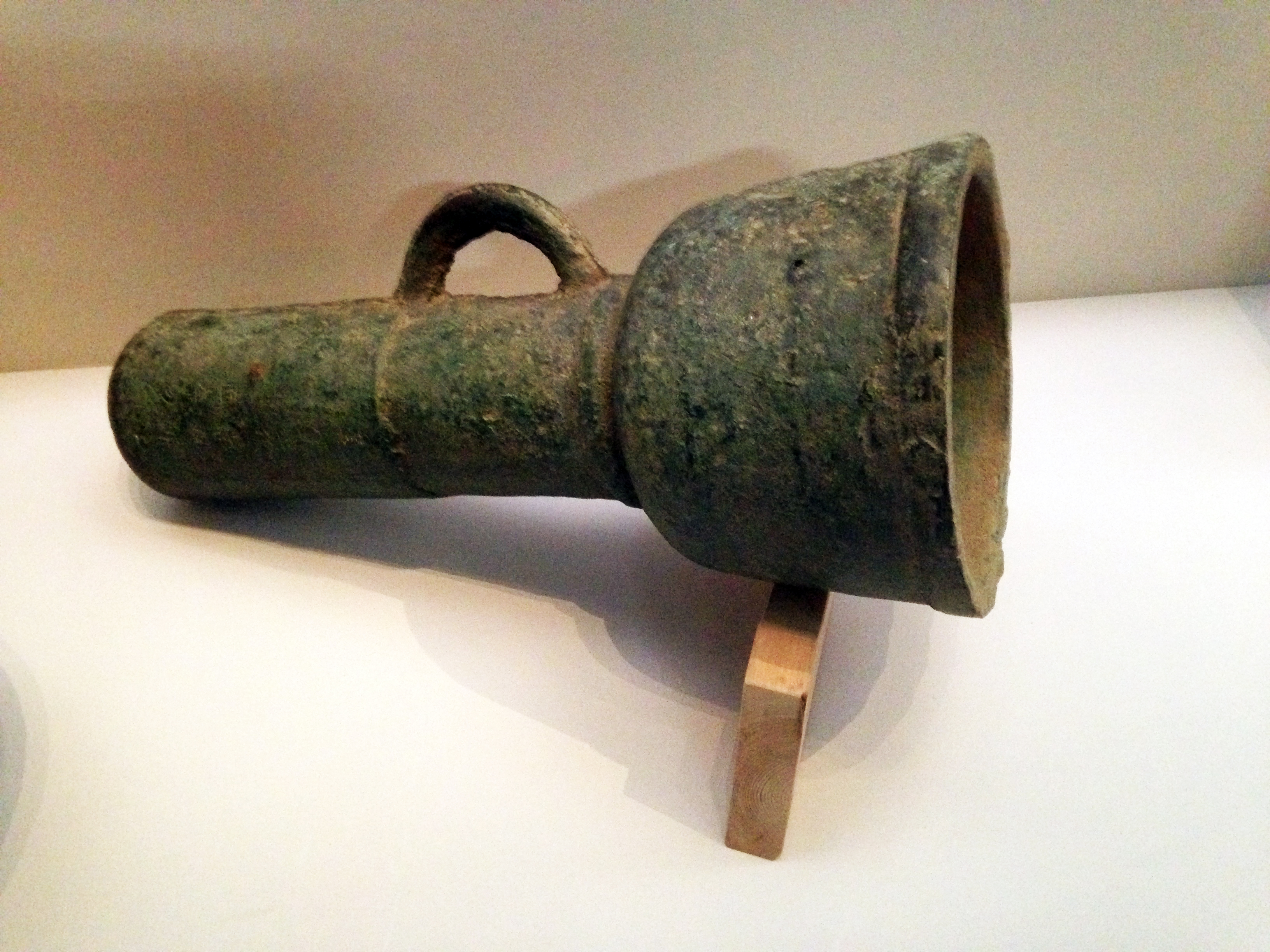
Mortier de 64,5 cm pour une portée de 400 m (1590)
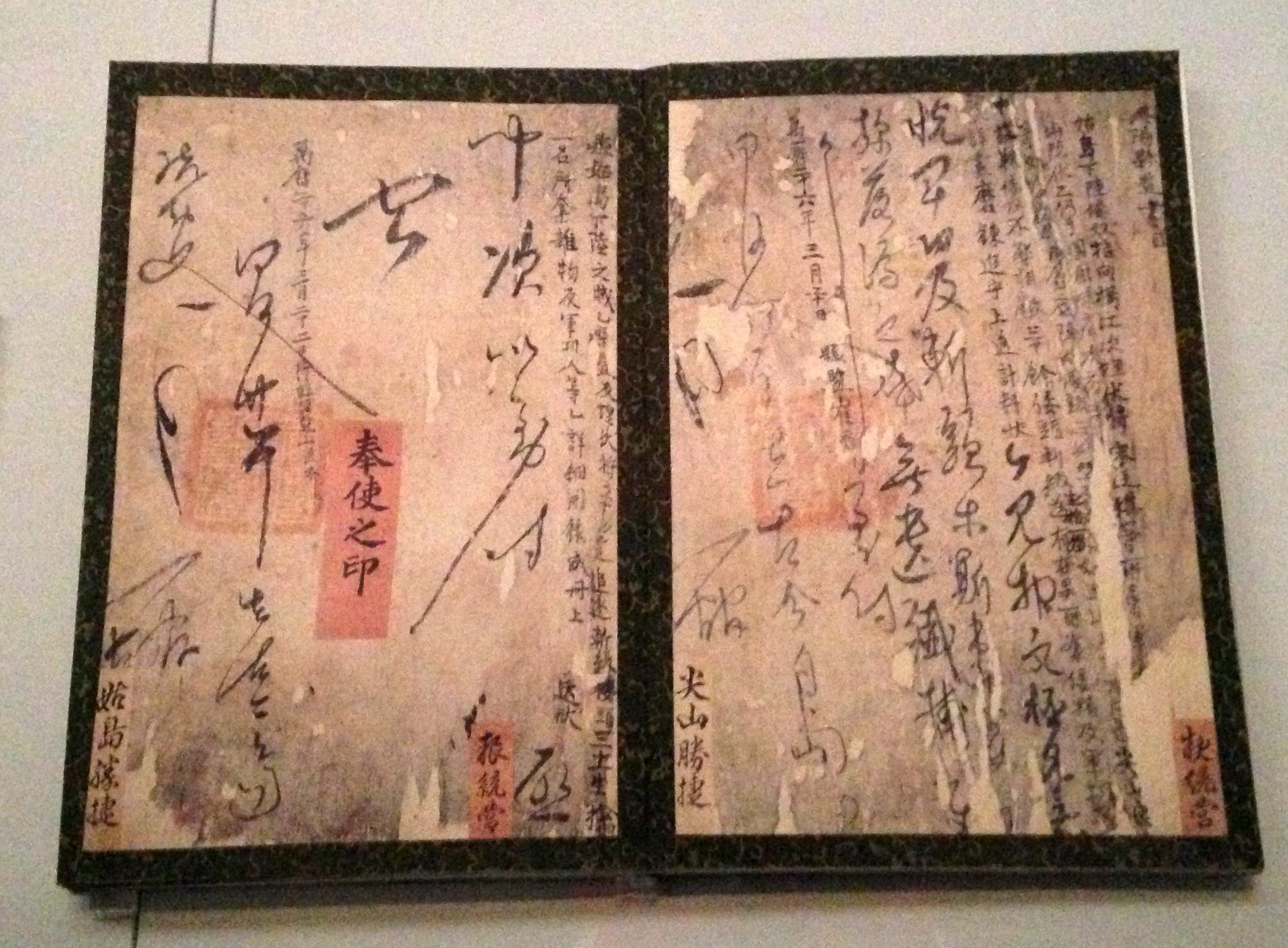
Rapport de Choe Hui-ryang sur la guerre d'Imjin
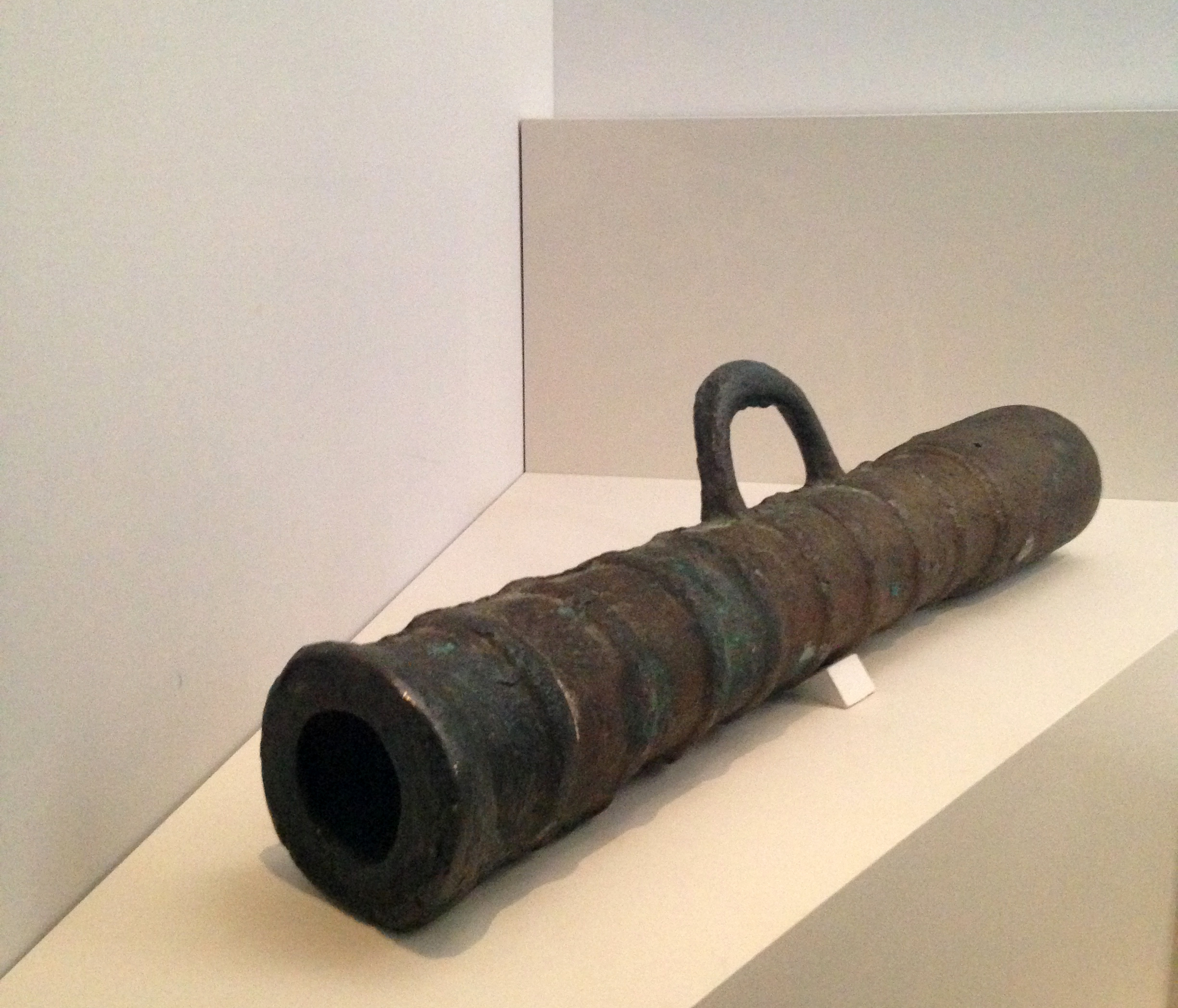
Canon de 95 cm (1596) trouvé dans une baie de Geoje